# Saint-Christaud (Gers)
Saint-Christaud is een gemeente in het Franse departement Gers (regio Occitanie) en telt 77 inwoners (2009). De plaats maakt deel uit van het arrondissement Mirande.

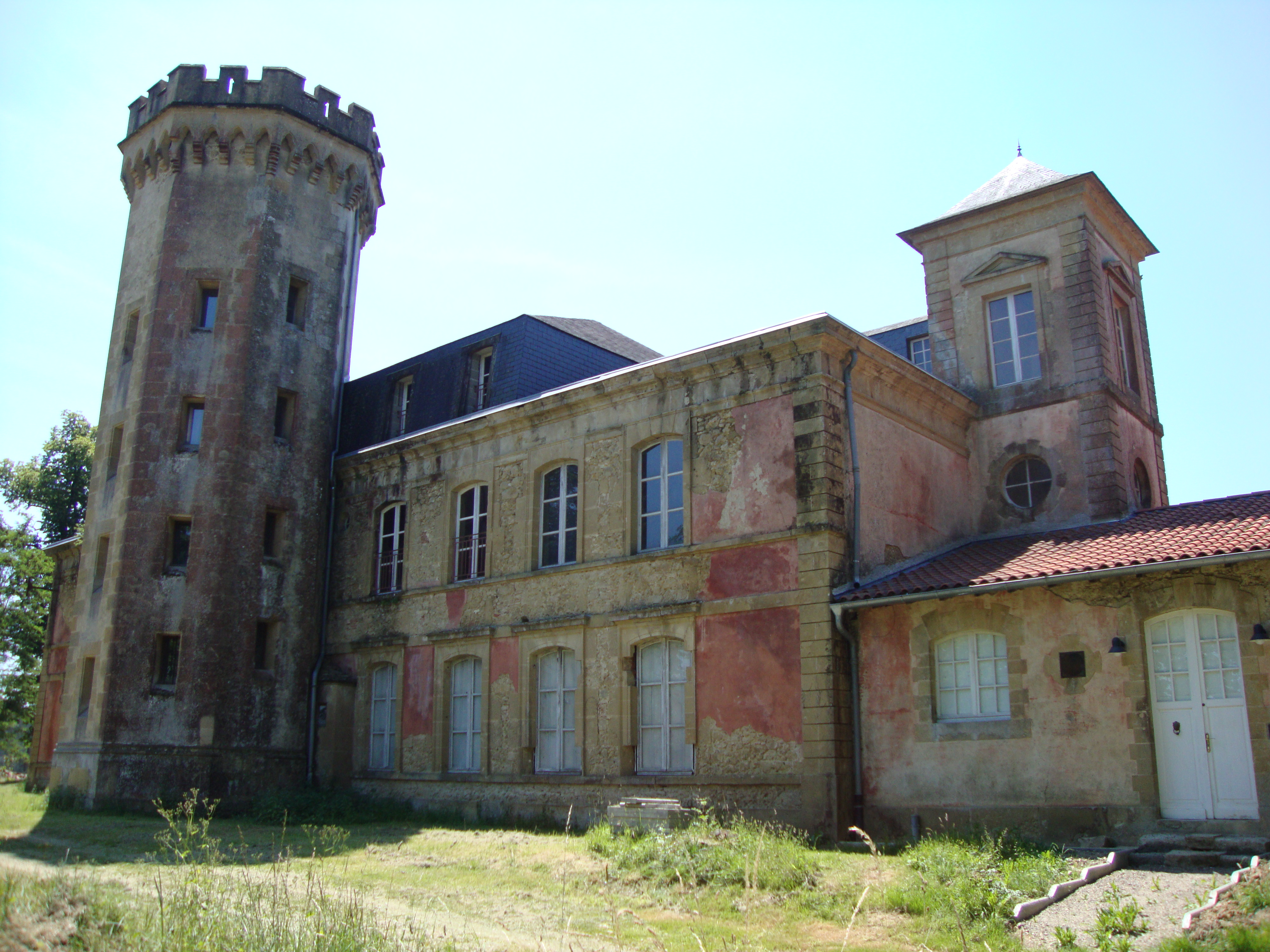
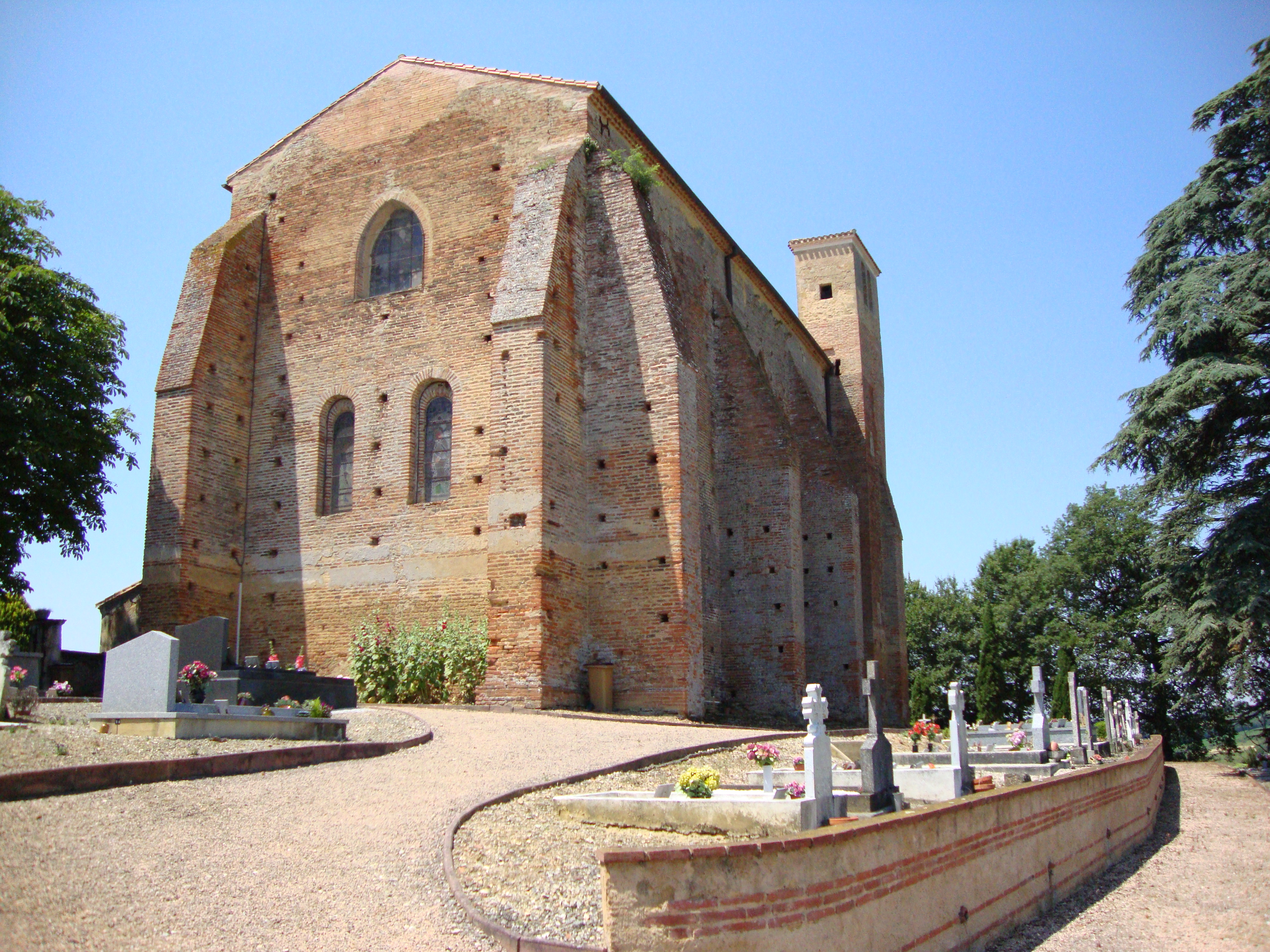

## Geografie
De oppervlakte van Saint-Christaud bedraagt 11,2 km², de bevolkingsdichtheid is dus 6,9 inwoners per km².

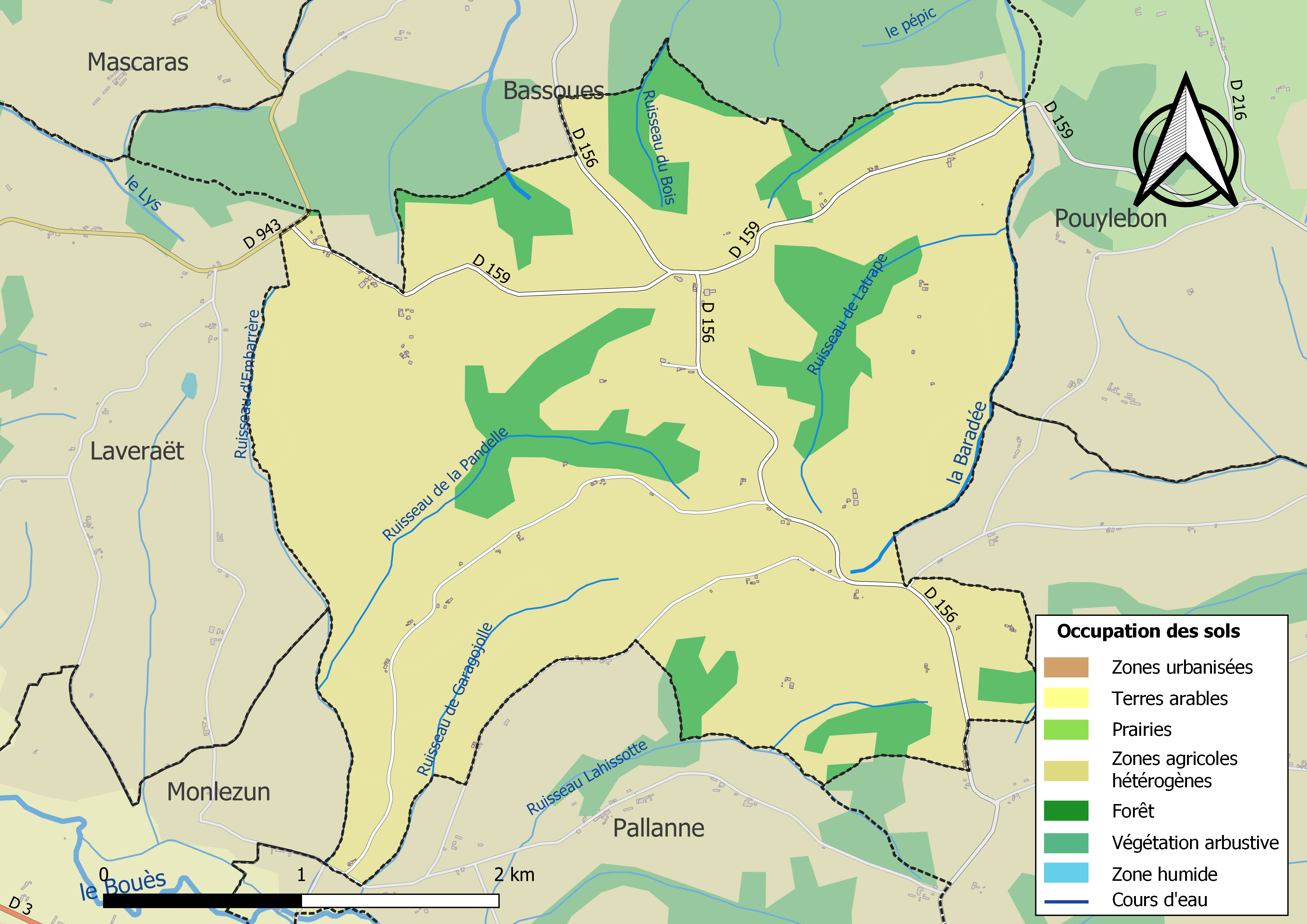
Kaart van de gemeente met belangrijkste infrastructuur, bodemgebruik en omliggende gemeenten

## Demografie
Onderstaande figuur toont het verloop van het inwonertal (bron: INSEE-tellingen).